# オレンジムクドリモドキ
オレンジムクドリモドキ（学名：Icterus gularis）は、スズメ目ムクドリモドキ科に分類される鳥類の一種。
- 旧北区に生息する。